# Arzberg, Wunsiedel
Arzberg là một thị xã ở huyện Wunsiedel, bang Bayern, Đức. Đô thị này tọa lạc 13 km về phía bắc của Cheb và 10 km về phía đông bắc của Marktredwitz.